# 李我
李我（1922年2月16日—2021年5月5日），原名李晚景，又名李耀景、李國祥，已故香港著名播音員，活躍於戰後1940年代至1970年代，先後任職廣州風行電台、香港麗的呼聲、澳門綠邨電台、及香港商業電台。1946年始創單人聲演劇《文藝小說》，風行省港澳，到香港麗的呼聲後改稱為《天空小說》。聲演三十年，深受粵港聽眾歡迎。

## 名稱來源
李我生前使用過4個名字。其乳名李晚景由父親所改，因在廣州出生時，母親住在西關柳波橋晚景園而得來。當李我隨母親到香港生活後，為了方便入學，於是他取名李國祥，但17歲以後停用。至香港淪陷時後，李我曾使用李耀景一名；名字同樣由父親所改，得名自家庭族譜排輩所用的名稱 ─ 「耀─」。而同一時期，李我到皇后大道中三龍酒家（即龍子行、龍光行舊址）賣唱，並開始使用藝名李我。「李我」一名源於他曾過著窮困潦倒的生活，自殺不遂，又不能與親戚相認，有感無依無靠，只剩下妻子蕭湘為伴，所以取「我」字為名表自放自嘲之意。

## 生平

### 早年生活
李我在1922年生於廣州，祖籍廣東省江門市新會區，1927年隨母親來港生活，翌年患上白喉。他來到香港初年暫居於二姨媽打工地點、位於荷里活道僱主家的工人房。當母親在堅道富戶黃蜞仔的家當傭工時，便與母親租住近上環太平山街水月宮、位處泥街4號唐樓的一個床位。1930年遷到保德街39號，其時仍租住床位。母親為了養家，1930年重新當上中醫，1931年以診金買下莊士敦道135號整幢樓宇連地下單位，作為新居所及出租之用，如是李我於13至14歲搬入該所唐樓居住。
李我的外祖父是前清朝太醫葉懷堂。父親李光（又名李秩西）本為佛山煙行商會律師，後於廣州自設拱北醫院，以西醫身份應診，同期與合伙人經營印刷舖「同文堂」。祖籍江西的母親葉靄雲是中華民國廣東省衞生科首位認可的女中醫師，因哮喘病歿於1936年。李我則有12名兄弟姊妹，自己排行第9，其中長兄是中華民國廣東省首位大法官李耀祖。
學業方面，李我在1929年入讀石塘咀晉城街、由中國名儒陳凱銘主理的凱銘學塾（又名凱銘學校），為期5年。1934年上半年因西環太平戲院對面的火井爆炸而遷居四叔公位於灣仔的家，下半年起基於由灣仔回到石塘咀上小學費時失事，由是轉讀香港華仁書院小學部第5班（即小五年級），並開始為《石山報》撰稿來賺取稿費。他在校時精於中、英文及其他文科科目，拙於聖經科與數學科。曾被中文科老師指他寫錯張良名稱為子房，在向時任校長投訴下，引發家長聯署簽名要求校方解僱該名教師。除此之外，李我就讀香港華仁書院期間喜歡乒乓球運動，參加過聯校比賽。1937年加入「文化事業社」。

### 事業發展
1939年離開香港華仁書院後（中三為止），李我經歷喪母，遭到三姨媽留難，三姨媽刁難第一任妻子，加上當時兒子剛於1940年出生而自己生活困苦，感到前路茫茫，他一度想在灣仔六國飯店對開的海面輕生。直到1942年之前當過中環永吉街洋務工會秘書（1940年），也曾經營公仔書檔口不遂，蝕本離場。1942年，李我改到皇后大道中三龍酒家包場賣唱，當年曾被日本人誤以為是來自重慶的間諜，繼而被盤問。1943年為尋找第一任妻子下落而與20多位友人組成新春秋劇團到內地演出粵劇，未幾改當海員維生。後來本為船東的李我於1945年因為船隻翻沉以致家財散盡，被迫到廣州另組劇團，以粵劇來維賺取收入。另一方面於1945年到廣州嶺南大學以半工讀方式修讀政法系法律學位。1946年在戲棚內獲廣州風行電台台長賞識而轉到該電台任播音員，1947年放棄大學學位且於1949年在廣州創立《萬象報》。
曾經向唐滌生請教編寫粵劇心得的他，幼時已跟母親學唱粵曲，13歲跟隨名導演湯曉丹學習編劇。1949年獲香港麗的呼聲重金禮聘加盟，1年間訂戶增加六倍。然而他在麗的呼聲只由1949年11月任職至1951年6月，終礙於人事問題和自己作品的分帳問題，與麗的呼聲鬧得很不愉快，於是不再續約。及後於1951年9月1日加入澳門綠邨電台，惟上任沒多久就被指其天空小說《不夜天》影射澳門某勢力人物，導致節目《不夜天》遭腰斬，李我於1951年憤而離職，首度離開廣播界，於旺角花園街經營藥材舖「景壽堂」和洋服店「麗我洋服」；兩間店舖均於1961年結束營業。10年間，何佐芝入股綠邨電台後把電台改名為澳門綠邨商業廣播電台，於1955年起全面革新。李我麗的呼聲的舊同事鄺天培和林國楷投入新電台工作。經他們介紹，李我一邊經商同時，一邊於1959年復出，隨著何佐芝投得電台牌照而加入香港商業電台。及至1976年加入佳藝電視駐台灣辦事處，參與製作劇集工作。
李我的成名作是「天空小說」系列廣播劇，特色在於他包辦廣播劇中所有角色。此外，廣播劇沒有劇本，只有寥寥數十字大綱，由李我即席演繹。著名劇集有《黑天堂》、《蕭月白》等。他1946年創作的《文藝小說》轟動省城。在廣播界以外，李我於1950年代初投身香港電影圈。契機起自日治初期他在茶樓賣藝時認識了八和會館會長鄺山笑，對方介紹他到大埔過山班擔任樂師。之後對方安排他臨時頂替入院留醫的劇團小生梅凌霄出演粵劇，此後逐漸成為幕前演員。
從電台退休後，李我於1981年至1986年參演無綫電視處境喜劇《香港八一》至《香港八六》系列，飾演玄學家覺悟因，其角色亦深入民心。加入無綫電視期間，他亦參演《歡樂今宵》。《香港八一》至《香港八六》系列於1986年7月完結後，李我參演電視劇《生命之旅》，1987年正式退休，再沒有參與演藝工作。

### 晚年及逝世
李我自2003年開始，天地圖書出版了一系列「李我講故」著作，由李我自身講述生平所見所聞。他在2014年由 Wellfit E-Book Limited 出版了有聲書「李我的天空」，由其真人發聲口述生平所見軼事。此前他於2012年賣出灣仔2,700呎舊樓寓所，蕭湘入紙申請香港公共屋邨單位，2人於2013年左右入住油塘邨。
李我晚年入住安老院，蕭湘及好友劉天賜仍不時探望。直到2021年5月5日下午約1時半，他在將軍澳醫院離世，享耆壽99歲，消息由劉天賜在其Facebook個人帳號對外宣佈。

### 個人生活
李我於1939年與第一任妻子結婚，2人結緣於一個中學聯校乒乓球學會比賽，女方是另一所參與中學的學會負責人。他的長子於出生後6個月，即1940年因照顧不善辭世。次子於1941年出生卻於1942年被日本人撿走，而生於1942年的女兒未到滿月便夭折。同年妻子前往廣州賣故衣兼失去聯絡，促使李我借組團為名尋蹤，到埗不久發現妻子改嫁他人。
自1949年起，李我展開第二段婚姻，與蕭湘（原名何侶雲）結為夫妻。蕭湘也是著名播音員，有「倫理小說之母」的稱號。1950年代初，澳門綠邨電台剛開業，蕭湘投稿應徵獲取錄。蕭湘後於1959年加入商台，1976年左右轉職任配音員。2人的兒子，即李我的第3名兒子李蔭宗（John）於1953年出生，曾在1974年夥同數名好友綁架當年20歲的新加坡國立大學女學生郭瑞燕，被判監兩年半。

## 演出作品

### 電視劇（無綫電視）
- 1981年至1986年：《香港八一》至《香港八六》
- 1987年：《生命之旅》
- 1987年：《時來運到》

### 電影
- 1951年：《雪影寒梅》飾 江雪影
- 1952年：《兩個刁蠻女三戲》飾 蕭月白
- 1952年：《不夜天》
- 1954年：《好女十八嫁》
- 1954年：《豪華世家》飾 雲錦翔
- 1955年：《泣殘慈母淚》飾 石孝廉
- 1955年：《故苑又逢春》飾 方展超
- 1955年：《兩重心》飾 司馬正
- 1956年：《慈母頌》
- 1956年：《出谷黃鶯》
- 1959年：《麗鬼冤仇》
- 1960年：《苦心蓮（上集）》
- 1964年：《苦戀》飾 樂業
- 1983年：《瘋狂83》飾 覺悟因

## 著作
- 李我講古（一） -- 我的患難與璀璨（2003年7月出版）
- 李我講古（二） -- 浪擲虛名（2004年9月出版）
- 李我講古（三） -- 浮生拾翠（2007年4月出版）
- 李我講古（四） -- 點滴留痕（2009年7月出版）
- 李我講古（五） -- 檢點平生（2013年8月出版）